# Liparochrus monteithi
Liparochrus monteithi är en skalbaggsart som beskrevs av Renaud Maurice Adrien Paulian 1980. Liparochrus monteithi ingår i släktet Liparochrus och familjen Hybosoridae. Inga underarter finns listade i Catalogue of Life.